# Heliosia punctinigra
Heliosia punctinigra là một loài bướm đêm thuộc phân họ Arctiinae, họ Erebidae.